# Amazonas (Motorrad)
Die Amazonas 1600 war ein Motorrad des brasilianischen Herstellers Amazonas Motos Especiais, das von 1978 bis 1990 in Manaus hergestellt wurde.

## Geschichte und Technik
Als 1976 die Einfuhr ausländischer Kraftfahrzeuge nach Brasilien eingestellt wurde, bestand Bedarf nach national hergestellten Motorrädern. Da bis dahin in Brasilien nur wesentlich kleinere Motorräder hergestellt wurden, wurde die Amazonas mit Begeisterung aufgenommen. 1978 begann die Firma Amazonas Motocicletas Especiais – AME mit der Produktion der Amazonas in drei Versionen: Eine zivile, militärische und polizeiliche Ausführung. Die Amazonas wurde offiziell bis 1990 hergestellt, im Laufe der Produktion kontinuierlich modifiziert und in verschiedene Länder exportiert. Das gewaltige Motorrad erhielt als Antrieb den Motor des VW Käfer und die Scheibenbremsanlage ebenfalls von VW.
Der 7,2: 1 verdichtete, luftgekühlte Vierzylinder-Boxermotor mit zwei Ventilen pro Zylinder wurde mit zwei 32 mm Solex-Vergasern mit Kraftstoff versorgt. Der Hubraum betrug 1584 cm³; die Leistung der zivilen Version wurde mit bis zu 54 PS angegeben, die Polizeiversionen soll 68 PS bei 4600 min−1 erreicht haben. Der Verbrauch wurde mit 10 Liter auf 100 km angegeben. Im Doppelschleifenrahmen war der gebläsegekühlte Boxermotor längs eingebaut, und die Kupplung wurde auf Handbetätigung umgerüstet.

„Die Amazonas hatte die Eleganz und die Leistung eines Lkw.“